# Josu Sarriegi
Pour les articles homonymes, voir Zumarraga (homonymie).
Josu Sarriegi Zumarraga est un joueur de football espagnol, né le 19 janvier 1979 à Lazkao. Il mesure 1,85 m pour 85 kg. Sarriegi évolue actuellement au Panathinaïkos. Son poste de prédilection est défenseur central.

## Palmarès
- Deportivo Alavés
  - Finaliste de la Coupe UEFA en 2001

- Panathinaikos
  - Champion de Grèce en 2010
  - Vainqueur de la Coupe de Grèce en 2010